# لوئیسبورگ (ایندیانا)
لوئیسبورگ (به انگلیسی: Lewisburg) یک منطقهٔ مسکونی در ایالات متحده آمریکا است که در شهرستان کاس، ایندیانا واقع شده‌است. لوئیسبورگ ۲۰۳٫۹۱ متر بالاتر از سطح دریا واقع شده‌است.